# Haarrugbuulbuul
De haarrugbuulbuul (Tricholestes criniger) is een zangvogel uit de familie Pycnonotidae (buulbuuls).

## Verspreiding en leefgebied
Deze soort komt voor op Malakka, Sumatra en Borneo en telt drie ondersoorten:
- T. c. criniger: Malakka en oostelijk Sumatra.
- T. c. sericeus: westelijk Sumatra.
- T. c. viridis: Borneo.

## Status
De grootte van de populatie is niet gekwantificeerd maar de soort wordt omschreven als algemeen. Op de Rode lijst van de IUCN heeft deze soort de status niet bedreigd.